# Point Casco
Der Point Casco (von spanisch casco ‚Helm‘) ist eine Landspitze im Süden von Deception Island im Archipel der Südlichen Shetlandinseln. Sie liegt nordwestlich des Mount Kirkwood am Ufer des Crater Lake und entstand 1960 infolge vulkanischer Aktivität in den 1960er Jahren.
Laut Angaben des SCAR erfolgte die Benennung durch russische Wissenschaftler. Es ist jedoch sehr wahrscheinlich, dass diese argentinische Wissenschaftler vorgenommen haben.